# 4月22日 (旧暦)
旧暦4月22日は旧暦4月の22日目である。六曜は先勝である。

## できごと
- 天暦元年（ユリウス暦947年5月15日） - 天慶より天暦に改元
- 永仁元年（ユリウス暦1293年5月29日） - 平禅門の乱。北条得宗家の御内人で鎌倉幕府の実権を握っていた平頼綱が誅殺される
- 天正11年（グレゴリオ暦1583年6月12日） - 賤ヶ岳の戦いで柴田勝家側についていた前田利家が羽柴秀吉に降伏。先鋒として福井北ノ庄へ進撃
- 文政元年（グレゴリオ暦1818年5月26日） - 仁孝天皇即位のため、文化より文政に改元
- 文政6年（グレゴリオ暦1823年6月1日） - 江戸城西ノ丸において、千代田の刃傷事件。

## 誕生日
- 正慶3年/建武元年（ユリウス暦1334年5月25日） - 崇光天皇、北朝3代天皇（+ 1398年）
- 天文3年（ユリウス暦1534年6月3日） - 細川幽斎（藤孝）[1]、武将・歌人（+ 1610年）
- 天保9年（閏4月）（グレゴリオ暦1838年6月14日） - 山縣有朋、3・9代内閣総理大臣（+ 1922年）